# Horní Polžice
Horní Polžice (německy Harlosee) je vesnice, část města Bezdružice v okrese Tachov v Plzeňském kraji. Nachází pod Ovčím vrchem se asi tři kilometry západně od Bezdružic. V roce 2011 zde trvale žilo 27 obyvatel.

## Název
Německý název Harlosee se používal do roku 1947.

## Historie
První písemná zmínka o vesnici pochází z roku 1227.

## Obyvatelstvo
Při sčítání lidu v roce 1921 zde žilo 123 obyvatel (z toho 57 mužů) německé národnosti a římskokatolického vyznání. Podle sčítání lidu z roku 1930 měla vesnice 112 obyvatel se stejnou národnostní i náboženskou strukturou.
| Rok            | 1869 | 1880 | 1890 | 1900 | 1910 | 1921 | 1930 | 1950 | 1961 | 1970 | 1980 | 1991 | 2001 | 2011 | 2021 |
| -------------- | ---- | ---- | ---- | ---- | ---- | ---- | ---- | ---- | ---- | ---- | ---- | ---- | ---- | ---- | ---- |
| Počet obyvatel | 120  | 118  | 128  | 127  | 125  | 123  | 112  | 49   | 38   | 38   | 32   | 27   | 33   | 27   | 28   |
| Počet domů     | 18   | 20   | 21   | 22   | 22   | 22   | 19   | 16   | 16   | 11   | 9    | 10   | 9    | 9    | 11   |

## Obecní správa
Při sčítání lidu v letech 1869–1959 Horní Polžice byly osadou obce Polžice, se kterým patřily nejprve do okresu Teplá, ale v letech 1900–1930 v okrese Planá a v roce 1950 v okrese Stříbro. Od roku 1960 jsou částí města Bezdružice v okrese Tachov.